# Čavka
Čavka és una pel·lícula de Iugoslàvia del 1988 dirigida per Miloš Radivojević, amb guió de Miloš Radivojević i Svetozar Vlajković, i música de Kornelije Kovač.

## Argument
L'amistat de dos nois de ciutat, un, que va créixer en el benestar material, i l'altre, sense sostre i que es trasllada d'escola en escola perquè pertorba la idea dels pedagogs de la idoneïtat del nen. El que tots dos tenen en comú és que són de famílies trencades i anhelen calor. Són amics malgrat les prohibicions dels adults, creant el seu propi món de petits secrets i alegries.

## Repartiment
- Marko Ratić - Cavka
- Slobodan Negić - Profwessor
- Aleksandar Berček - El pare del professor
- Radmila Živković - La mare del professor
- Milena Dravić - Mestra
- Bogdan Diklić - Director d'escola
- Sonja Savić - Psicòloga Nada
- Radovan Miljanić - Guàrdia
- Dragan Nikolić - El pare de Chavka
- Branko Vidaković - Doctor
- Branislav Lečić - El pare de Stimjanović
- Lydia Pletl - La mare de Stimjanović
- Predrag Milinković - Un cambrer
- Nataša Lučanin -

## Premis
Va rebre la palmera de bronze a la IX edició de la Mostra de València.